# K.K. Partizan 2008-2009
Questa pagina raccoglie le informazioni riguardanti il Košarkaški klub Partizan nelle competizioni ufficiali della stagione 2008-2009.

## Roster
| N° | Naz.                  | Ruolo | Sportivo            |  | Alt. |  |
| -- | --------------------- | ----- | ------------------- |  | ---- |  |
| 4  | Serbia (bandiera)     | A     | Vladimir Lučić      |  | 202  |  |
| 5  | Serbia (bandiera)     | G     | Milenko Tepić       |  | 202  |  |
| 6  | Serbia (bandiera)     | G     | Bogdan Riznić       |  | 201  |  |
| 8  | Serbia (bandiera)     | AG    | Strahinja Milošević |  | 203  |  |
| 10 | Serbia (bandiera)     | P     | Aleksandar Rašić    |  | 195  |  |
| 11 | Serbia (bandiera)     | G     | Uroš Tripković      |  | 197  |  |
| 12 | Serbia (bandiera)     | AG    | Novica Veličković   |  | 205  |  |
| 13 | Gabon (bandiera)      | AG    | Stéphane Lasme      |  | 203  |  |
| 14 | Serbia (bandiera)     | P     | Vukašin Aleksić     |  | 182  |  |
| 15 | Serbia (bandiera)     | AP    | Čedomir Vitkovac    |  | 201  |  |
| 18 | Serbia (bandiera)     | C     | Nemanja Bešović     |  | 219  |  |
| 20 | Serbia (bandiera)     | G     | Petar Božić         |  | 197  |  |
| 22 | Montenegro (bandiera) | AG    | Žarko Rakočević     |  | 204  |  |
| 24 | Rep. Ceca (bandiera)  | AG    | Jan Veselý          |  | 211  |  |
| 33 | Montenegro (bandiera) | C     | Slavko Vraneš       |  | 229  |  |
|    | Montenegro (bandiera) | All.  | Duško Vujošević     |  |      |  |